# الفتاوى الكبرى
الفتاوى الكبرى كتاب لابن تيمية الكتاب يضم المئات من الفتاوى التي سئل عنها ابن تيمية وأجاب عليها والكتاب مرتب حسب المواضيع الفقهية.